# 津名郡
津名郡（日语：／ Tsuna gun */?）是過去位於日本淡路島北部的郡，已于2006年2月11日因無管轄町村而废除。
廢除前轄有以下1町：
- 五色町

過去的範圍包括現在的淡路市全部地區及洲本市除中部區域外的大部分地區。

## 歷史
在令制國時代屬於淡路國。19世紀末江戶時代結束之際，津名郡屬於德島藩的領地。
隨著1868年幕府的結束及接著實施的廢藩置縣政策，曾分別先後隸屬兵庫縣、德島縣，1871年全數被整併到名東縣，1876年再次被調整併入兵庫縣
1879年實施郡區町村編制法，正式的設置了近代的行政區劃「津名郡」，但最初是與三原郡共同設置「津名三原郡役所」，郡役所設於洲本城下（位於現在的洲本市）。

### 沿革

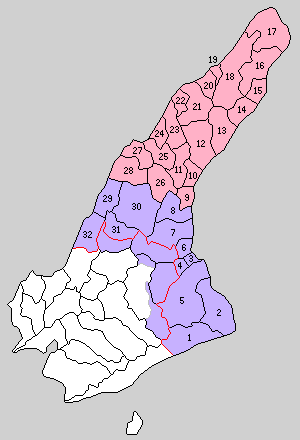
1889年武庫郡轄下的行政區劃
1.上灘村 2.由良町 3.洲本町 4.物部村 5.千草村 6.潮村 7.中川原村 8.安乎村 9.鹽田村 10.志筑町 11.中田村 12.生穗村 13.佐野村 14.釜口村 15.來馬村 16.浦村 17.岩屋町 18.仁井村 19.富島村 20.淺野村 21.育波村 22.室津村 23.尾崎村 24.郡家村 25.多賀村 26.大町村 27.江井村 28.山田村 29.都志村 30.鮎原村 31.廣石村 32.鳥飼村
（紫色：現屬洲本市、紅色：現屬淡路市）

- 1889年4月1日：實施町村制，津名郡下設：上灘村（日语：上灘村 (兵庫県)）、由良町（日语：由良町 (兵庫県)）、洲本町、物部村（日语：物部村 (兵庫県)）、潮村（日语：潮村）、千草村（日语：千草村）、中川原村（日语：中川原村）、安乎村（日语：安乎村）、鹽田村（日语：塩田村 (兵庫県)）、志筑町（日语：志筑）、中田村（日语：中田村 (兵庫県)）、生穗村、佐野村、釜口村（日语：釜口）、來馬村、浦村（日语：浦村 (兵庫県)）、岩屋町（日语：岩屋町）、仁井村（日语：仁井村）、富島村、淺野村（日语：浅野村 (兵庫県)）、育波村（日语：育波村）、室津村（日语：室津 (淡路市)）、尾崎村（日语：尾崎村 (兵庫県津名郡)）、郡家村、多賀村（日语：多賀村 (兵庫県)）、大町村（日语：大町村 (兵庫県)）、江井村、山田村（日语：山田村 (兵庫県津名郡)）、都志村、鮎原村（日语：鮎原村）、廣石村（日语：広石村）、鳥飼村（日语：鳥飼村 (兵庫県)）。（4町28村）
- 1892年01月22日：仁井村的的原野島村、原常盤村地區和岩屋町的原箙村地區分出，合設為新設立的野島村（日语：野島村）。（4町29村）
- 1896年7月1日：實施郡制（日语：郡制），設立郡參事會（日语：郡参事会）。
- 1909年01月1日：洲本町、物部村、潮村合併為新設立的洲本町。（4町27村）
- 1912年03月1日：來馬村改制並改名為仮屋町（日语：仮屋町）。（5町26村）
- 1916年06月1日：千草村的原小路谷村地區被併入洲本町。
- 1918年04月1日：千草村被併入洲本町。（5町25村）
- 1923年04月1日：（7町23村）
  - 廢除郡會和郡參事會。
  - 江井村改制為江井町（日语：江井町）。
  - 郡家村改制為郡家町（日语：郡家町 (兵庫県)）。（7町23村）
- 1924年04月1日：富島村改制為富島町（日语：富島町 (兵庫県)）。（8町22村）
- 1924年6月1日：都志村改制為都志町（日语：都志町）。（9町21村）
- 1926年07月1日：廢除郡役所，此後郡不再作為行政區劃，只作為地名的表示。
- 1928年03月15日：生穗村改制為生穗町（日语：生穂町）。（10町20村）
- 1928年11月1日：佐野村改制為佐野町（日语：佐野町 (兵庫県)）。（11町19村）
- 1933年04月1日：三原郡加茂村（日语：加茂村 (兵庫県三原郡)）和大野村（日语：大野村 (兵庫県)）被併入洲本町。
- 1940年02月11日：洲本町改制為洲本市[2]，並脫離津名郡。（10町19村）
- 1947年01月20日：上灘村被併入洲本市。（10町18村）
- 1955年03月22日：仁井村、野島村、富島町、淺野村、育波村、室津村合併為北淡町（日语：北淡町）。（10町13村）
- 1955年3月31日：（8町9村）
  - 中川原村、安乎村、由良町被併入洲本市。
  - 尾崎村、郡家町、多賀村、江井町合併為一宮町（日语：一宮町 (兵庫県津名郡)）。
- 1955年4月1日：鹽田村、志筑町、中田村、生穗町、佐野町、大町村合併為津名町（日语：津名町）。（6町6村）
- 1956年04月1日：（5町3村）
  - 山田村被併入一宮町。
  - 釜口村、仮屋町、浦村、岩屋町合併為淡路町（日语：淡路町）。
- 1956年9月30日：都志町、鮎原村、廣石村、鳥飼村和三原郡堺村（日语：堺村 (兵庫県)）合併為五色町。（5町）
- 1961年06月19日：淡路町的部分地區被分出單獨設為東浦町（日语：東浦町 (兵庫県)）。（6町）
- 2005年04月1日：津名町、淡路町、北淡町、一宮町、東浦町合併為淡路市，並脫離津名郡。（1町）
- 2006年02月11日：五色町和洲本市合併為新設立的洲本市；同時津名郡因無管轄町村而被廢除。

### 變遷表
| 1889年4月1日 | 1889年-1926年           | 1926年-1944年           | 1926年-1944年        | 1944年-1954年            | 1954年-1989年            | 1954年-1989年        | 1989年-現在          | 現在                 |
| ------------ | ----------------------- | ----------------------- | -------------------- | ------------------------ | ------------------------ | -------------------- | -------------------- | -------------------- |
| 三原郡加茂村 | 三原郡加茂村            | 1933年4月1日 併入洲本町 | 1940年2月11日 洲本市 | 1940年2月11日 洲本市     | 洲本市                   | 洲本市               | 2006年2月11日 洲本市 | 2006年2月11日 洲本市 |
| 三原郡大野村 |                         | 1933年4月1日 併入洲本町 | 1940年2月11日 洲本市 | 1940年2月11日 洲本市     | 洲本市                   | 洲本市               | 2006年2月11日 洲本市 | 2006年2月11日 洲本市 |
| 洲本町       | 1909年1月1日 洲本町     | 洲本町                  | 1940年2月11日 洲本市 | 1940年2月11日 洲本市     | 洲本市                   | 洲本市               | 2006年2月11日 洲本市 | 2006年2月11日 洲本市 |
| 物部村       | 1909年1月1日 洲本町     | 洲本町                  | 1940年2月11日 洲本市 | 1940年2月11日 洲本市     | 洲本市                   | 洲本市               | 2006年2月11日 洲本市 | 2006年2月11日 洲本市 |
| 潮村         | 1909年1月1日 洲本町     | 洲本町                  | 1940年2月11日 洲本市 | 1940年2月11日 洲本市     | 洲本市                   | 洲本市               | 2006年2月11日 洲本市 | 2006年2月11日 洲本市 |
| 千草村       | 1918年4月1日 併入洲本町 | 洲本町                  | 1940年2月11日 洲本市 | 1940年2月11日 洲本市     | 洲本市                   | 洲本市               | 2006年2月11日 洲本市 | 2006年2月11日 洲本市 |
| 上灘村       | 上灘村                  | 上灘村                  | 上灘村               | 1947年1月20日 併入洲本市 | 洲本市                   | 洲本市               | 2006年2月11日 洲本市 | 2006年2月11日 洲本市 |
| 由良町       | 由良町                  | 由良町                  | 由良町               | 由良町                   | 1955年3月31日 併入洲本市 | 洲本市               | 2006年2月11日 洲本市 | 2006年2月11日 洲本市 |
| 中川原村     |                         |                         |                      |                          | 1955年3月31日 併入洲本市 | 洲本市               | 2006年2月11日 洲本市 | 2006年2月11日 洲本市 |
| 安乎村       |                         |                         |                      |                          | 1955年3月31日 併入洲本市 | 洲本市               | 2006年2月11日 洲本市 | 2006年2月11日 洲本市 |
| 三原郡堺村   | 三原郡堺村              | 三原郡堺村              | 三原郡堺村           | 三原郡堺村               | 1956年9月30日 五色町     | 1956年9月30日 五色町 | 2006年2月11日 洲本市 | 2006年2月11日 洲本市 |
| 都志村       | 1924年6月1日 都志町     | 1924年6月1日 都志町     | 1924年6月1日 都志町  | 1924年6月1日 都志町      | 1956年9月30日 五色町     | 1956年9月30日 五色町 | 2006年2月11日 洲本市 | 2006年2月11日 洲本市 |
| 鮎原村       |                         |                         |                      |                          | 1956年9月30日 五色町     | 1956年9月30日 五色町 | 2006年2月11日 洲本市 | 2006年2月11日 洲本市 |
| 廣石村       |                         |                         |                      |                          | 1956年9月30日 五色町     | 1956年9月30日 五色町 | 2006年2月11日 洲本市 | 2006年2月11日 洲本市 |
| 鳥飼村       |                         |                         |                      |                          | 1956年9月30日 五色町     | 1956年9月30日 五色町 | 2006年2月11日 洲本市 | 2006年2月11日 洲本市 |
| 鹽田村       | 鹽田村                  | 鹽田村                  | 鹽田村               | 鹽田村                   | 1955年4月1日 津名町      | 1955年4月1日 津名町  | 2005年4月1日 淡路市  | 2005年4月1日 淡路市  |
| 志築町       |                         |                         |                      |                          | 1955年4月1日 津名町      | 1955年4月1日 津名町  | 2005年4月1日 淡路市  | 2005年4月1日 淡路市  |
| 中田村       |                         |                         |                      |                          | 1955年4月1日 津名町      | 1955年4月1日 津名町  | 2005年4月1日 淡路市  | 2005年4月1日 淡路市  |
| 生穗村       | 生穗村                  | 1928年3月15日 生穗町    | 1928年3月15日 生穗町 | 1928年3月15日 生穗町     | 1955年4月1日 津名町      | 1955年4月1日 津名町  | 2005年4月1日 淡路市  | 2005年4月1日 淡路市  |
| 佐野村       | 佐野村                  | 1928年11月1日 佐野町    | 1928年11月1日 佐野町 | 1928年11月1日 佐野町     | 1955年4月1日 津名町      | 1955年4月1日 津名町  | 2005年4月1日 淡路市  | 2005年4月1日 淡路市  |
| 大町村       |                         |                         |                      |                          | 1955年4月1日 津名町      | 1955年4月1日 津名町  | 2005年4月1日 淡路市  | 2005年4月1日 淡路市  |
| 釜口村       | 釜口村                  | 釜口村                  | 釜口村               | 釜口村                   | 1956年4月1日 淡路町      | 1961年6月19日 東浦町 | 2005年4月1日 淡路市  | 2005年4月1日 淡路市  |
| 來馬村       | 1912年3月1日 仮屋町     | 1912年3月1日 仮屋町     | 1912年3月1日 仮屋町  | 1912年3月1日 仮屋町      | 1956年4月1日 淡路町      | 1961年6月19日 東浦町 | 2005年4月1日 淡路市  | 2005年4月1日 淡路市  |
| 浦村         |                         |                         |                      |                          | 1956年4月1日 淡路町      | 1961年6月19日 東浦町 | 2005年4月1日 淡路市  | 2005年4月1日 淡路市  |
| 岩屋町岩屋浦 | 岩屋町                  | 岩屋町                  | 岩屋町               | 岩屋町                   | 1956年4月1日 淡路町      | 淡路町               | 2005年4月1日 淡路市  | 2005年4月1日 淡路市  |
| 岩屋町箙村   | 1892年1月22日 野島村    | 1892年1月22日 野島村    | 1892年1月22日 野島村 | 1892年1月22日 野島村     | 1955年3月22日 北淡町     | 1955年3月22日 北淡町 | 2005年4月1日 淡路市  | 2005年4月1日 淡路市  |
| 仁井村       | 1892年1月22日 野島村    | 1892年1月22日 野島村    | 1892年1月22日 野島村 | 1892年1月22日 野島村     | 1955年3月22日 北淡町     | 1955年3月22日 北淡町 | 2005年4月1日 淡路市  | 2005年4月1日 淡路市  |
| 仁井村       |                         |                         |                      |                          | 1955年3月22日 北淡町     | 1955年3月22日 北淡町 | 2005年4月1日 淡路市  | 2005年4月1日 淡路市  |
| 富島村       | 1924年4月1日 富島町     | 1924年4月1日 富島町     | 1924年4月1日 富島町  | 1924年4月1日 富島町      | 1955年3月22日 北淡町     | 1955年3月22日 北淡町 | 2005年4月1日 淡路市  | 2005年4月1日 淡路市  |
| 淺野村       |                         |                         |                      |                          | 1955年3月22日 北淡町     | 1955年3月22日 北淡町 | 2005年4月1日 淡路市  | 2005年4月1日 淡路市  |
| 育波村       |                         |                         |                      |                          | 1955年3月22日 北淡町     | 1955年3月22日 北淡町 | 2005年4月1日 淡路市  | 2005年4月1日 淡路市  |
| 室津村       |                         |                         |                      |                          | 1955年3月22日 北淡町     | 1955年3月22日 北淡町 | 2005年4月1日 淡路市  | 2005年4月1日 淡路市  |
| 尾崎村       | 尾崎村                  | 尾崎村                  | 尾崎村               | 尾崎村                   | 1955年3月31日 一宮町     | 一宮町               | 2005年4月1日 淡路市  | 2005年4月1日 淡路市  |
| 郡家村       | 1923年4月1日 郡家町     | 1923年4月1日 郡家町     | 1923年4月1日 郡家町  | 1923年4月1日 郡家町      | 1955年3月31日 一宮町     | 一宮町               | 2005年4月1日 淡路市  | 2005年4月1日 淡路市  |
| 多賀村       |                         |                         |                      |                          | 1955年3月31日 一宮町     | 一宮町               | 2005年4月1日 淡路市  | 2005年4月1日 淡路市  |
| 江井村       | 1923年4月1日 江井町     | 1923年4月1日 江井町     | 1923年4月1日 江井町  | 1923年4月1日 江井町      | 1955年3月31日 一宮町     | 一宮町               | 2005年4月1日 淡路市  | 2005年4月1日 淡路市  |
| 山田村       | 山田村                  | 山田村                  | 山田村               | 山田村                   | 1956年4月1日 併入一宮町  | 一宮町               | 2005年4月1日 淡路市  | 2005年4月1日 淡路市  |